# 농가소득안정심의위원회
농가소득안정심의위원회는 농업인등의 소득안전에 관한 사항을 심의하기 위하여 설치된 대한민국 농림축산식품부 소속의 자문위원회이다.

## 설치 근거
- 쌀소득등의 보전에 관한 법률 제14조

## 기능
- 농업인등의 소득안전에 관한 기본정책과 제도에 관한 사항
- 목표가격·고정직접지불금·변동직접지불금의 설정 및 변경에 관한 사항
- 농업인등의 소득안전을 위한 재정지원에 관한 사항
- 쌀소득보전 변동직불기금의 관리·운용에 관한 사항

## 조직
- 위원장 : 농림축산식품부장관
- 위원 : 총 20명 (당연직 5, 위촉직 15)